# Sherwood (Arkansas)
Pour les articles homonymes, voir Sherwood.
Sherwood est une ville située dans l’État américain d'Arkansas, dans le comté de Pulaski, au nord-est de Little Rock. 

## Population et société

### Démographie
Selon le recensement de 2010, sa population est de 29 523 habitants.
| 1950 | 1960  | 1970  | 1980   | 1990   | 2000   |
| ---- | ----- | ----- | ------ | ------ | ------ |
| 717  | 1 222 | 2 754 | 10 423 | 18 893 | 21 511 |

| 2010   | - | - | - | - | - |
| ------ | - | - | - | - | - |
| 29 523 | - | - | - | - | - |

### Enseignement
La plupart de la ville est desservie par le Pulaski County Special School District. 
Sylvan Hills High School est l'école secondaire de la ville.

## Culture locale et patrimoine

### Personnalités liées à la ville
- Wes Bentley (1978-), acteur américain.
- Archie Goodwin (1994-), joueur de basket-ball américain.